# Only in My Dreams
Only in My Dreams è il primo singolo discografico della cantante statunitense Debbie Gibson, pubblicato nel 1986 ed estratto dall'album Out of the Blue.

## Tracce
- 7" Vinile

1. Only in My Dreams (Vocal Mix) – 3:50
2. Only in My Dreams (Dub Mix) – 4:42

- 12" Vinile

1. Only in My Dreams (Extended Club Mix/Vocal) – 6:34
2. Only in My Dreams (Percapella/Vocal) – 3:29
3. Only in My Dreams (Dreamix/Dub) – 4:18
4. Only in My Dreams (Heartthrob Beats) – 4:14

## Classifiche
| Classifica (1987) | Posizione raggiunta |
| ----------------- | ------------------- |
| Regno Unito       | 11                  |
| Stati Uniti       | 4                   |